# كيفن كوربي (سياسي)
كيفن كوربي هو سياسي أسترالي، ولد في 23 نوفمبر 1928 في كوينزتاون ‏ في أستراليا، وتوفي في 14 سبتمبر 2006 في Hobart City Centre ‏ في أستراليا. نشط حزبياً في Tasmanian Labor Party ‏. في 1972 Tasmanian state election ‏، انتخب عضو مجلس نواب تسمانيا ‏ عن دائرة دنيسون ‏ (22 أبريل 1972 – 5 أغسطس 1974).